# Lutz Feser
Lutz Feser (* 6. März 1975) ist ein ehemaliger deutscher Eishockeyspieler, der für den Iserlohner EC und ASV Hamm in der damals zweitklassigen 1. Liga aktiv war.

## Karriere
Lutz Feser spielte mit den Schüler- und Juniorenteams des ECD Iserlohn und nach dessen Insolvenz beim Nachfolgeverein ECD Sauerland jeweils in den höchsten deutschen Nachwuchsligen. In der Saison 1992/93 wurde er erstmals im Profibereich eingesetzt, als er sein erstes Spiel für den ECD Sauerland in der 2. Bundesliga bestritt. Ab 1994 konnte sich der Verteidiger in der 1. Mannschaft des Iserlohner EC etablieren, mit denen er am Ende der Saison 1994/95 in die 1. Liga aufstieg. In der damals zweithöchsten deutschen Spielklasse ging Feser zwei weitere Jahre für den IEC aufs Eis, bevor er ligaintern zum ASV Hamm wechselte. Am Ende der Saison 1997/98 beendete er seine Karriere.

## Erfolge und Auszeichnungen
- 1995 Aufstieg in die 1. Liga mit dem Iserlohner EC

## Karrierestatistik
(Legende zur Spielerstatistik: Sp oder GP = absolvierte Spiele; T oder G = erzielte Tore; V oder A = erzielte Assists; Pkt oder Pts = erzielte Scorerpunkte; SM oder PIM = erhaltene Strafminuten; +/− = Plus/Minus-Bilanz; PP = erzielte Überzahltore; SH = erzielte Unterzahltore; GW = erzielte Siegtore; 1 Play-downs/Relegation; Kursiv: Statistik nicht vollständig)

## Persönliches
Lutz Fesers Brüder sind ebenfalls als Eishockeyprofis aktiv gewesen. Till Feser spielte unter anderem für die Adler Mannheim und Düsseldorfer EG in der Deutschen Eishockey Liga (DEL) und wurde mit Mannheim Deutscher Meister. Klaas Feser lief gemeinsam mit Lutz für den Iserlohner EC auf und spielte anschließend noch einige Jahre in der Oberliga.
Ebenso wie seine Brüder absolvierte Lutz Feser neben der Eishockeykarriere ein Medizinstudium. Er praktiziert als Zahnarzt in Iserlohn.